# العلاقات الإستونية المولدوفية
العلاقات الإستونية المولدوفية هي العلاقات الثنائية التي تجمع بين إستونيا ومولدوفا.

## مقارنة بين البلدين
هذه مقارنة عامة ومرجعية للدولتين:
| وجه المقارنة                                              | إستونيا                                                                             | مولدوفا                           |
| --------------------------------------------------------- | ----------------------------------------------------------------------------------- | --------------------------------- |
| المساحة (كم2)                                             | 45.34 ألف                                                                           | 33.85 ألف                         |
| عدد السكان (نسمة)                                         | 1.32 مليون                                                                          | 2.55 مليون                        |
| الكثافة السكانية (ن./كم²)                                 | 29.11                                                                               | 75.33                             |
| العاصمة                                                   | تالين                                                                               | كيشيناو                           |
| اللغة الرسمية                                             | اللغة الإستونية                                                                     | اللغة المولدوفية، اللغة الرومانية |
| العملة                                                    | يورو، كرون إستوني، كرون إستوني، المارك الإستوني                                     | ليو مولدوفي                       |
| الناتج المحلي الإجمالي (بليون دولار)                      | 25.92 مليار                                                                         | 8.13 مليار                        |
| الناتج المحلي الإجمالي (تعادل القوة الشرائية) بليون دولار | 38.11 مليار                                                                         | 17.94 مليار                       |
| الناتج المحلي الإجمالي الاسمي للفرد دولار أمريكي          | 17.79 ألف                                                                           | 3.65 ألف                          |
| الناتج المحلي الإجمالي للفرد دولار أمريكي                 | 28.14 ألف                                                                           | 4.98 ألف                          |
| مؤشر التنمية البشرية                                      | 0.871                                                                               | 0.693                             |
| رمز المكالمات الدولي                                      | +372                                                                                | +373                              |
| رمز الإنترنت                                              | .ee                                                                                 | .md                               |
| المنطقة الزمنية                                           | ت ع م+02:00، ت ع م+03:00، توقيت شرق أوروبا، أوروبا/تالين ‏، توقيت شرق أوروبا الصيفي ‏ | ت ع م+02:00، ت ع م+03:00          |

## منظمات دولية مشتركة
يشترك البلدان في عضوية مجموعة من المنظمات الدولية، منها:
| علم المنظمة | اسم المنظمة                               | تاريخ انضمام إستونيا | تاريخ انضمام مولدوفا |
| ----------- | ----------------------------------------- | -------------------- | -------------------- |
|             | وكالة ضمان الاستثمار متعدد الأطراف        | 24 سبتمبر 1992       | 9 يونيو 1993         |
|             | الأمم المتحدة                             | 17 سبتمبر 1991       | 2 مارس 1992          |
|             | الفريق المعني برصد الأرض                  | ?                    | ?                    |
|             | منظمة حظر الأسلحة الكيميائية              | ?                    | ?                    |
|             | منظمة التجارة العالمية                    | ?                    | ?                    |
|             | منظمة الشرطة الجنائية الدولية             | ?                    | ?                    |
|             | منظمة الأمن والتعاون في أوروبا            | 10 سبتمبر 1991       | 30 يناير 1992        |
|             | مؤسسة التنمية الدولية                     | 11 أكتوبر 2008       | 14 يونيو 1994        |
|             | يونسكو                                    | 14 أكتوبر 1991       | 27 مايو 1992         |
|             | مجلس أوروبا                               | ?                    | ?                    |
|             | الاتحاد البريدي العالمي                   | ?                    | ?                    |
|             | البنك الدولي للإنشاء والتعمير             | 23 يونيو 1992        | 12 أغسطس 1992        |
|             | الاتحاد الدولي للاتصالات                  | 19 مايو 1922         | 20 أكتوبر 1992       |
|             | مؤسسة التمويل الدولية                     | 9 أغسطس 1993         | 10 مارس 1995         |
|             | المنظمة الأوروبية لسلامة الملاحة الجوية   | 2015                 | 2000                 |
|             | المركز الدولي لتسوية المنازعات الاستشارية | 23 يوليو 1992        | 4 يونيو 2011         |

## وصلات خارجية
- موقع وزارة الخارجية الإستونية
- موقع وزارة الخارجية المولدوفية